# میمون (فیلم ۲۰۱۲)
«میمون» (انگلیسی: Ape) یک فیلم کمدی سیاه و مستقل آمریکایی محصول ۲۰۱۲ به نویسندگی و کارگردانی جوئل پوتریکوس با بازی جاشوا بورگ در نقش ترور نیواندایک است.